# مايكل جاكسون: البحث عن نيفرلاند
مايكل جاكسون: البحث عن نيفرلاند (بالإنجليزية: Michael Jackson: Searching for Neverland)‏ هو فيلم سيرة ذاتية تم إنتاجه في الولايات المتحدة، سنة 2017. يحكي الفيلم قصة مغني البوب الشهير مايكل جاكسون في سنواته الأخيرة، والفيلم مبني على كتاب تذكر الوقت: حماية مايكل جاكسون في أيامه الأخيرة، وهو من تأليف الحارس الشخصي لمايكل جاكسون (بيل ويتفيرد). قام بدور جاكسون الممثل نافي، وفي دور الحارس بيل الممثل تشاد كولمان.

## القصة
استنادا إلى الكتاب الأكثر مبيعًا ، (تذكر الوقت)
سيكشف الفيلم عن كثب مدى إخلاص مايكل جاكسون لأطفاله ، والدراما الخفية التي حدثت خلال العامين الأخيرين من حياته. حيث يتحدث الفيلم عن حماية مايكل جاكسون في أيامه الأخيرة ،من خلال عيون حراسه الموثوق بهم ، بيل ويتفيلد وجافون بيرد.وسيحكي الفيلم عن الخفايا التي حدثت في تلك الحقبة و كيف واجه مايكل جاكسون الامور .

## وصلات خارجية
- مايكل جاكسون: البحث عن نيفرلاند على موقع IMDb (الإنجليزية)
- مايكل جاكسون: البحث عن نيفرلاند على موقع ألو سيني (الفرنسية)
- مايكل جاكسون: البحث عن نيفرلاند على موقع قاعدة بيانات الفيلم (الإنجليزية)
- مايكل جاكسون: البحث عن نيفرلاند على موقع ليتربوكسد (الإنجليزية)
- مايكل جاكسون: البحث عن نيفرلاند على موقع كينوبويسك (الروسية)